# Michel Demoulin
Michel Demoulin (Ukkel, 19 juni 1965) is een Belgisch voormalig schutter.

## Levensloop
Delbarre nam deel aan de Olympische Zomerspelen van 1988 te Seoel in het onderdeel 'skeet'. Hij behaalde er een 40e plaats in het eindklassement.
Ook nam hij deel aan de wereldkampioenschappen van 1994 te Fagnano Olona en de Europese kampioenschappen van 1988 te Istanbul en 1994 te Lissabon. Op laatstgenoemde EK behaalde hij een 7e plaats in de eindrangschikking.